# Benzethoniumchloride
Benzethoniumchloride is een synthetisch quaternair ammoniumzout met als brutoformule C27H42ClNOH2. De stof komt voor als een kleurloze of witte hygroscopische vaste stof, die zeer goed oplosbaar is in water.

## Toepassingen
Benzethoniumchloride heeft oppervlakte-actieve, antiseptische en anti-infectieve eigenschappen. Het wordt tevens gebruikt als antimicrobiële stof en heeft de status van zelfzorgmedicijn. Onafhandelijke testen hebben uitgewezen dat het werkzaam is tegen onder andere MRSA, salmonella, Escherichia coli, Clostridium difficile, hepatitis B, hepatitis C, Herpes simplexvirus, hiv, respiratoir syncytieel virus en het Norovirus. Handelsnamen van de stof zijn: Salanine, BZT, Diapp, Quatrachlor, Polymine D, Phemithyn, Antiseptol, Disilyn en Phermerol.
Benzethoniumchloride wordt ook teruggevonden in cosmetica, mondwater en anti-jeukmiddel. In de voedingsindustrie wordt het gebruikt om bepaalde oppervlakken te reinigen.

## Toxicologie en veiligheid
De stof ontleedt bij verhitting of bij verbranding met vorming van giftige en corrosieve dampen, onder andere waterstofchloride en stikstofoxiden.
De stof is irriterend voor de ogen, de huid en de luchtwegen. Herhaald of langdurig huidcontact kan een huidontsteking veroorzaken.